# Okres Galanta
Galanta is een district (Slowaaks: okres) in de Slowaakse regio Trnava. De hoofdstad is Galanta. Het district bestaat uit 3 steden (Slowaaks: mesto) en 33 gemeenten (Slowaaks: obec). In 2011 had het district 93.594 inwoners. Hiervan zijn 32.793 Hongaren (35%). De Hongaarse minderheid in Slowakije leeft in het zuidelijke deel van het district en vormt hier in 16 gemeenten de meerderheid. In de overige 20 gemeenten zijn er drie gemeenten met een relatieve Hongaarse meerderheid (Dolný Chotár, Malá Mača, en Košúty).
Váhovce is het meest noordelijk gelegen Hongaarstalige dorp en vormt met Veľké Úľany in het westen de taalgrens tussen het Hongaars en het Slowaaks taalgebied.

## Steden
- Galanta
- Sereď
- Sládkovičovo

## Lijst van gemeenten
| - Abrahám - Čierna Voda - Čierny Brod - Dolná Streda - Dolné Saliby - Dolný Chotár - Gáň - Horné Saliby - Hoste - Jánovce - Jelka | - Kajal - Košúty - Kráľov Brod - Matúškovo - Mostová - Pata - Pusté Sady - Pusté Úľany - Šalgočka - Šintava - Šoporňa | - Tomášikovo - Topoľnica - Trstice - Váhovce - Veľká Mača - Veľké Úľany - Veľký Grob - Vinohrady nad Váhom - Vozokany - Zemianske Sady |

Okres Dunajská Streda · Okres Galanta · Okres Hlohovec · Okres Piešťany · Okres Senica · Okres Skalica · Okres Trnava